# William Emes
William Emes (1729 ou 1730–13 mars 1803) est un paysagiste anglais.

## Biographie
Les détails de sa jeunesse ne sont pas connus, mais en 1756, il est nommé jardinier en chef de Sir Nathaniel Curzon à Kedleston Hall, Derbyshire. Il quitte ce poste en 1760 lorsque Robert Adam se voit confier l'entière gestion du domaine. Pendant son séjour à Kedleston, il commence à modifier la nature formelle antérieure du parc et construit le lac supérieur. C'est également à cette époque qu'il épouse Mary Innocent, qui est sa servante et la fille d'un tailleur. Ensemble, ils ont cinq fils et trois filles. Son fils John Emes (en), né en 1762, est un graveur et un orfèvre connu.
Après avoir quitté Kedleston, il part vivre à Bowbridge House, (pas la ferme de Bowbridge Fields comme on le pensait auparavant) Mackworth. C'est plus tard la maison d'Edward Darwin (fils d'Erasamus Darwin qui est ami de William Emes par le biais de la Lunar Society) où il développe sa pratique de paysagiste, qui se concentre principalement dans les Midlands et dans le nord du Pays de Galles. Son style est similaire à celui de Lancelot 'Capability' Brown. À Eaton Hall, Cheshire, Emes est appelé pour remplacer Brown par Lord Grosvenor. Il fournit parfois un plan puis laisse le maître d'ouvrage entreprendre les travaux. À d'autres occasions, il supervise les travaux pendant de nombreuses années, comme les jardins du château de Chirk et d'Erddig où son implication dure pendant 25 ans. Emes a également conçu quelques bâtiments mineurs.

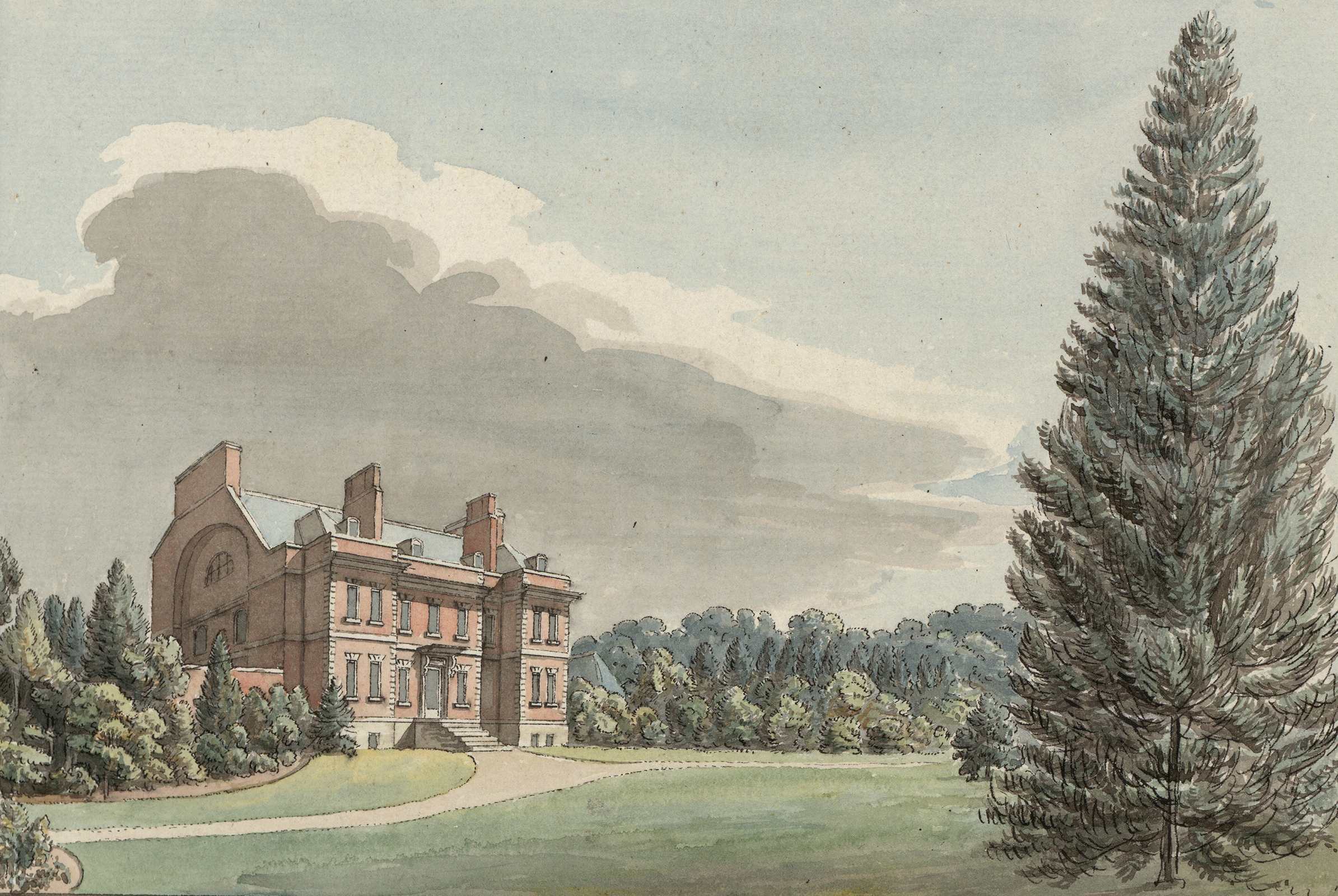
Terrain de Halston Hall, Whittington, vers 1778

Les principales caractéristiques de ses créations sont les arbres et l'eau. Les conceptions caractéristiques comprennent des lacs serpentins avec leurs extrémités dissimulées dans des bois, des arbres isolés et des bouquets d'arbres dans un parc avec des ceintures d'arbres autour de la frontière. Il crée des jardins de fleurs adjacents à la maison de Sandon Hall, anticipant les travaux ultérieurs de Humphry Repton.
Sa femme meurt en 1789 et Emes part ensuite dans le Hampshire en prenant un bail d'Elvetham Park de Sir Henry Gough-Calthorpe. Il prend alors des commandes dans le sud de l'Angleterre, parfois en partenariat avec John Webb, autrefois son contremaître. Il part ensuite à Londres où il est décédé à Vicarage House, St Giles Cripplegate, la maison de sa fille, Sarah. Il est enterré à St Giles Cripplegate.